# Каменюка Микита Олександрович
Мики́та Олекса́ндрович Каменю́ка (нар. 3 червня 1985, Ворошиловград, СРСР) — український футболіст, півзахисник, гравець збірної України з футболу.

## Кар'єра

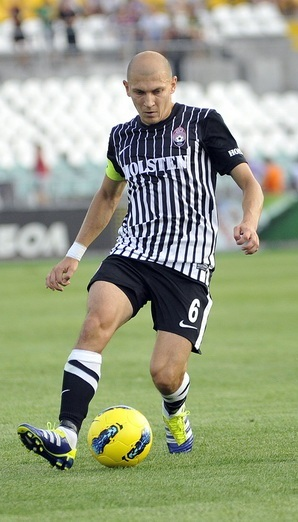
Микита Каменюка як капітан «Зорі». 2012 рік.

Вихованець луганського футболу. Перший тренер — Юрій Робочий. У дитячо-юнацькій школі був капітаном команди. Виступав за команди: «Зоря» (Луганськ), «Авангард» (Ровеньки). У 2007 році покинув «Зорю» через конфлікт з Олександром Косевичем. У сезоні 2007/08 виступав за маріупольський «Іллічівець» і допоміг йому вийти в Прем'єр-лігу України. Влітку 2008 року повернувся в «Зорю». 21 березня 2009 року в матчі проти одеського «Чорноморця» (2:1), провів свій сотий матч за «Зорю» і вперше вийшов з капітанською пов'язкою. 24 квітня 2011 року у поєдинку проти донецького «Металурга» провів сотий матч в елітній лізі чемпіонату України. У першому матчі двадцятого туру чемпіонату України 2011—2012 Микита відзначився хет-триком у ворота «Карпат».
31 липня 2014 року у матчі кваліфікації Ліги Європи з норвезьким «Мольде» на 63 хвилині матчу забив дебютний для себе гол у єврокубках. 7 березня 2015 року у Дніпропетровську, на стадіоні «Метеор» у матчі 16 туру Прем'єр-Ліги провів свій ювілейний, 250-ий матч у футболці луганської «Зорі» у всіх турнірах. А 5 квітня 2015 року зіграв 80-й матч як капітан «Зорі», що стало рекордом за час виступів луганської «Зорі» у Прем'єр-лізі (вищій лізі) України.
Після важкої травми Каменюка програв конкуренцію в «Зорі» Євгену Опанасенку і Артему Сухоцькому, тому 12 січня 2018 року був відданий в оренду у «Верес». Після сезону 2017/18 покинув «Верес» і повернувся до «Зорі».
Надалі не був основним гравцем луганського клубу, лише зрідка виходячи на поле, і у липні 2020 року оголосив про завершення кар'єри футболіста.

## Виступи у збірній
24 березня 2016 року провів свій єдиний матч у складі збірної України в товариському матчі зі збірною Кіпру.
| 01. | 24.03.2016 | «Чорноморець», Одеса | Україна — Кіпр | 1-0 | Товариський матч | 81' |  |  |  |

## Тренерська кар'єра
Із серпня 2020 року став працювати помічником головного тренера «Зорі U-19» (Луганськ) Василя Баранова, а у червні 2022 року увійшов до тренерського штабу Патріка ван Леувена в основній команді.

## Особисте життя
Одружений.